# Stephan Machulik
Stephan Machulik (* 12. Februar 1972 in Berlin) ist ein deutscher Politiker der SPD. Seit April 2023 ist er Staatssekretär für Wohnen und Mieterschutz in der Berliner Senatsverwaltung für Stadtentwicklung, Bauen und Wohnen. Von November 2021 bis März 2023 war er Mitglied des Abgeordnetenhauses von Berlin.

## Politik
Von 2011 bis 2021 war Machulik Bezirksstadtrat für Bürgerdienste, Ordnung und Jugend im Bezirk Spandau. In der SPD war er Vorsitzender der Abteilung Falkenhagener Feld/Spandau West. Im Wahlkreis Spandau 3 wurde bei der Wahl zum Abgeordnetenhaus von Berlin 2021 direkt in das Abgeordnetenhaus gewählt.  Bei der Wiederholungswahl 2023 verlor er das Mandat an Kerstin Brauner (CDU) und schied aus dem Parlament aus.
Am 28. April 2023 wurde Machulik zum Staatssekretär für Wohnen und Mieterschutz in der Berliner Senatsverwaltung für Stadtentwicklung, Bauen und Wohnen ernannt.